# 自由市場無政府主義
自由市場無政府主義（英：free-market anarchism）または市場無政府主義（英：market anarchism ）は、個人主義的無政府主義の1つの哲学で、しばしばリバタリアン・アナキズムとも呼ばれる。
自由市場無政府主義は、国家による権力の独占を、民間団体が提供する治安、司法、その他の防衛などの自由競争市場によって置き換える。

## 概要
個人は、独占的な権力の供給者である従来の国家に関与したり選択することなしに税金を払うよりも、より良いサービスを期待して自主的に支払う顧客のために、治安や司法などを提供する競争として、市場が存在する。自由市場無政府主義の中にあるこの考えは、競争が「権利の主張の衝突を、公正で効果的に審判するという、高い品質の商品」を含む、より安くより質の高い法的サービスや警察サービスなどを提供できる、というものである。

## 参照
1. ↑  Gerald F. Gaus, Chandran Kukathas. 2004. Handbook of Political Theory. Sage Publications. pp. 118-119. Source refers to David D. Friedman's philosophy as "market anarchism."
2. ↑  Morris, Christopher. 1992. An Essay on the Modern State. Cambridge University Press. p. 61.
3. ↑  Objectivism and the State: An Open Letter to Ayn Rand Roy Childs attempts to convert Ayn Rand to "free-market anarchism." Published in The Rational Individualist, October 1969
4. ↑  Gaus, Gerald F. & Kukathas, Chandran (eds.). Handbook of Political Theory. 2004. Sage Publications. p. 119